# Lepidospartum
Lepidospartum es un género de plantas herbáceas perteneciente a la familia de las asteráceas. Comprende 4 especies descritas y de estas, solo 3 aceptadas.

## Taxonomía
El género fue descrito por (A. Gray) A.Gray y publicado en Proceedings of the American Academy of Arts and Sciences 19: 50. 1883.

## Especies aceptadas
A continuación se brinda un listado de las especies del género Lepidospartum aceptadas hasta agosto de 2012, ordenadas alfabéticamente. Para cada una se indica el nombre binomial seguido del autor, abreviado según las convenciones y usos.
- Lepidospartum burgessii B.L.Turner
- Lepidospartum latisquamum S.Watson
- Lepidospartum squamatum (A.Gray) A.Gray	A